# Suor Angelica
Suor Angelica é uma ópera em um só ato de Giacomo Puccini, com libreto de Giovacchino Forzano. Estreou no Metropolitan Opera House de Nova Iorque a 14 de dezembro de 1918, juntamente com Il tabarro e Gianni Schicchi. Penúltima ópera de Puccini (as outras duas do Il trittico foram compostas antes). Suor Angelica é um exemplo talvez único de uma ópera só de mulheres. Vozes masculinas só aparecem no final, no coro de anjos que levam Suor Angelica para o céu. Puccini tinha uma irmã que era freira, chamada Iginia, Madre Superiora do Convento de Vicopelago, por quem ele nutria grande afeição. Graças a ela, Puccini se inteirou de como era a vida no convento, que ele retrata com grande realismo em sua ópera. Conta-se que, assim que terminou de compor a partitura, Puccini foi visitar sua irmã no convento, e tocou e cantou para ela e para suas companheiras trechos da música ao piano, deixando-as profundamente comovidas.

## Personagens
| Irmã Angélica (uma freira) | soprano                 |
| Princesa (tia de Angélica) | contralto               |
| A Abadessa                 | mezzo-soprano           |
| Irmã Monitora              | mezzo-soprano           |
| Mestra das Noviças         | contralto               |
| Irmã Genoveva              | soprano                 |
| Irmã Osmina                | mezzo-soprano           |
| Irmã Dulcina               | mezzo-soprano           |
| Irmã Enfermeira            | mezzo-soprano           |
| 2 irmãs de Caridade        | soprano e mezzo-soprano |
| 2 noviças                  | soprano e mezzo-soprano |
| 2 irmãs leigas             | soprano e mezzo-soprano |

## Sinopse
A história se passa num convento perto de Siena, lá pelo final do século XVII.
A jovem Angélica teve um filho fora do casamento, erro considerado imperdoável para a sociedade da época e para a sua família aristocrática, que decide encerrá-la num convento. Como foi forçada a entrar para a vida religiosa contra a sua vontade, era de se esperar que ela fosse uma freira rebelde e problemática. Muito pelo contrário: ela conquista todas as irmãs com a sua doçura e a sua bondade. Torna-se uma especialista em ervas e plantas medicinais, com as quais ela cura todas as aflições das suas irmãs. A vida no convento seria quase um paraíso, se não fosse o desejo ardente que Angélica tem de rever o filho, tão cruelmente arrancado aos seus braços em idade tão tenra. A vida neste semi-paraíso, contudo, é subitamente abalada pela chegada da Tia Princesa, que vem trazer uma notícia fatal, que levará a freira ao suicídio. Este é o único papel importante que Puccini escreveu para contralto. Essa mulher sinistra é como uma pedra de gelo. Qualquer ser humano dotado de sentimento que entre em contato com ela só pode sair mortalmente ferido. Apesar de seu erro, Suor Angelica é uma criatura com grande capacidade de amar, enquanto a altaneira Princesa é incapaz de amar.

## Enredo
Estamos no jardim de um mosteiro, ao entardecer. Uma melodia nos sinos anuncia as seis horas da tarde. Um raio de sol poente tinge a fonte de dourado, e essa luz pálida ilumina a capela, a clausura e o cemitério, dando ao cenário uma beleza poética. De dentro da capela, ouvem-se as vozes das freiras, que cantam uma Ave Maria. Quando as freiras saem da capela, a Irmã Monitora as instrui para que observem suas orações diárias e suas penitências, e a seguir lhes dá permissão para que tenham sua recreação vespertina. Angélica prepara um unguento para acalmar a dor de uma irmã que teve o rosto todo picado por vespas enquanto trabalhava no jardim. A Irmã Genoveva pergunta se a Irmã Bianca Rosa, que morreu e repousa no cemitério do convento, não desejaria um pouco de água fresca sobre seu túmulo. Angélica responde que os mortos não têm desejos; só os vivos os têm. No céu, todos os desejos são satisfeitos. A Irmã Monitora argumenta que, para as freiras, nem sequer quando vivas lhes é permitido ter desejos; ao que a Irmã Genoveva replica: por que não? Desde que não sejam desejos egoístas. A discussão teológica a respeito da teoria do desejo é interrompida pela chegada de duas irmãs de caridade. Uma delas conta às irmãs que uma rica berlinda acabou de estacionar junto ao portão do convento. Angélica pergunta se é uma berlinda com uma insígnia de marfim, com cortinas de seda bordadas com fios de prata. A irmã responde que não sabe; sabe apenas que é uma bela carruagem. A Abadessa vem anunciar a Angélica que alguém a aguarda na sala de visitas; é sua Tia Princesa. Um mau pressentimento se apossa da freira, que sente uma súbita ansiedade, como se de tal pessoa ela não pudesse esperar nada de bom. A Princesa é uma mulher de aparência distinta, mas fria e intimidadora. Sua voz soa como se saísse de dentro de um túmulo. Impassível, ela anuncia que, desde a morte dos pais de Angélica, ficou encarregada de tomar todas as decisões na família, inclusive a partilha dos bens. A irmã mais jovem de Angélica, Anna Viola, está para se casar, e é preciso que Angélica assine alguns papéis referentes à partilha. Angélica pergunta com quem se casará sua irmãzinha. "Com alguém que, por amor, se dispõe a esquecer a vergonha com que vós manchastes o nome da família." "Irmã de minha mãe, vós sois inexorável!" diz Angélica. "Para vós só tenho uma palavra," diz a Princesa. "Expiação! Ofereça à Virgem a minha justiça." "Eu já entreguei tudo à Virgem," diz Angélica, "mas há uma coisa só que eu não posso entregar. Meu filho! Já faz sete anos que não ouço uma palavra a respeito daquela doce criatura, que me foi dado beijar uma única vez! Onde está meu filho?" A esta pergunta, segue-se um longo silêncio da Princesa. "Mais um instante deste silêncio," diz Angélica, "e estais danada por toda a eternidade!" A Princesa responde que ele morreu já faz dois anos de uma doença grave, ao que Suor Angelica cai ao solo como se atingida por um golpe mortal.
À noite, sozinha no jardim, Suor Angelica canta a ária Senza mamma, o bimbo, tu sei morto. Sem pensar muito bem no que está fazendo, sua mão se aproxima de umas folhas venenosas, que ela põe na boca e começa a mascar. Olha para as estrelas e parece ouvir a voz do filho que a chama. É então que ela se dá conta de que cometeu suicídio: "Estou danada!" ela grita, "Eu morro em pecado mortal!" Faz uma fervorosa prece à Virgem, suplicando que a perdoe. Ouve-se um coro de anjos, e a própria Virgem desce do céu, trazendo nos braços seu filho que vem abraçar sua mãe.

## O papel de Suor Angelica
As sopranos em geral parecem gostar desse papel. Entre as cantoras que têm se destacado no papel de Suor Angelica estão Mirella Freni, Renata Scotto, Katia Ricciarelli, Renata Tebaldi, Ilona Tokody, Geraldine Farrar, Lucia Popp, Joan Sutherland, Cristina Gallardo-Domâs, Victoria de los Angeles. Não existe uma interpretação definitiva de Suor Angelica, contudo [carece de fontes?]. É um papel muito difícil, mas ao qual cada artista pode imprimir sua própria personalidade. A soprano norte-americana Beverly Sills conta em sua autobiografia que a carga emocional desse papel foi grande demais para que ela pudesse suportar, e por essa razão ela riscou esse papel do seu repertório [carece de fontes?].